# 1716
Évszázadok: 17. század – 18. század – 19. század
Évtizedek: 1660-as évek – 1670-es évek – 1680-as évek – 1690-es évek – 1700-as évek – 1710-es évek – 1720-as évek – 1730-as évek – 1740-es évek – 1750-es évek – 1760-as évek
Évek: 1711 – 1712 – 1713 – 1714 –  1715 – 1716 – 1717 – 1718 – 1719 – 1720 – 1721

## Események
- augusztus 5. – Savoyai Jenő és Pálffy János legyőzi Damad Ali pasa 60 ezres seregét Pétervárad alatt[1]
- október 13. – Temesvárt a török feladja.[1]
- november 10. – Pancsova és Újpalánka elfoglalásával befejeződik a Bánság visszahódítása a törököktől.[1]

## Születések
- január 20. – III. Károly, spanyol király († 1788)
- február 2. – Ernst Gideon von Laudon, osztrák császári tábornagy (Feldmarschall), a 18. század egyik legsikeresebb hadvezére († 1790)
- február 20. – David Garrick, angol színész és drámaíró († 1779)
- december 15. – Fabriczy Dávid, evangélikus lelkész († 1772)
- december 26. – Thomas Gray angol költő († 1771)

## Halálozások
- szeptember 10. – Pápai Páriz Ferenc, az orvoslás és a filozófia doktora, latin-magyar szótár, protestáns egyháztörténet és az első nyomtatott magyar nyelvű orvosi könyv írója (* 1649)
- október 27. – Bethlen Miklós, államférfi, történész (* 1642)
- november 14. – Gottfried Wilhelm Leibniz, német filozófus és polihisztor (* 1646)